# Leo Ryan
Leo Joseph Ryan mlajši, ameriški pomorski častnik, pedagog in politik, * 5. maj 1925, Lincoln, Nebraska, † 18. november 1978, Jonestown, Gvajana.
Leta 1973 je postal kongresnik ZDA iz Kalifornije. To dolžnost je opravljal do smrti, dokler ga niso umorili pripadniki sekte Peoples Temple (temu je sledil masaker v Jonestownu).
Do danes ostaja edini kongresnik ZDA, ki je bil ubit med opravljanjem uradne dolžnosti.